# Hôtel Skindles
L'hôtel Skindles est un hôtel particulier situé à Poperinghe en Belgique.

## Localisation
L'hôtel particulier est situé au Gasthuisstraat 57 à Poperinghe.